# Marek Galiński
Marek Galiński (1 de agosto de 1974 - 17 de marzo de 2014) fue un ciclista profesional de montaña polaco. Durante su carrera deportiva, ganó ocho títulos de campeón nacional de Polonia y una medalla de plata en las carreras de cross-country masculino en la serie de la Copa del Mundo UCI 2003, en Sankt Wendel, Alemania. Galinski también representó a su país Polonia en cuatro ediciones de los Juegos Olímpicos (1996, 2000, 2004 y 2008), donde compitió en ciclismo de montaña masculino desde el momento en que se convirtió oficialmente en un deporte olímpico en 1996. Galinski compitió profesionalmente durante más de cinco temporadas en el equipo MTB JBG2 Profesional.
El 17 de marzo de 2014 murió en un accidente de coche cerca de Jędrzejów.